# ويليم شوتن
ويليم كورنيليش شوتن (حوالي 1567 -1625)، هو ملاّح هولندي لشركة الهند الشرقية الهولندية وكان أول من أبحر عن طريق كايب هورن إلى المحيط الهادئ.

## سيرة شخصية

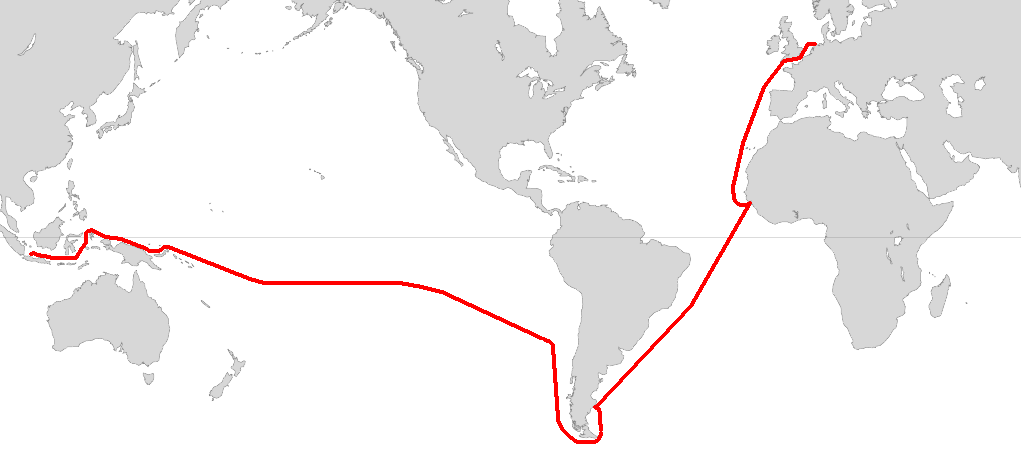
طريق الرحلة 1615-1616

في عام 1615 غادر ويليم شوتين و‌يعقوب لو مير ميناء تيسل في هولندا، على رأس بعثة كانت تهدف إلى العثور على طريق بحري جديد إلى المحيط الهادئ وأرخبيل جزر الملوك، من أجل التحايل القيود التجارية المفروضة من قبل شركة الهند الشرقية الهولندية (VOC). وفي عام 1616، غادر شوتين، برفقة يعقوب لو مير، في رحلة استكشافية لاستكشاف ممر بديل لمضيق ماجلان، كما اقترح فرنسيس دريك. وبدعم من مسؤولي بلدة هورن الهولندية، اجتازت البعثة ممر دريك واجتازت كيب هورن، التي ذكرها قادة البعثة تكريماً لمروجيهم. الحملة يتبع السواحل الشمالية من جزر أيرلندا الجديدة و‌غينيا الجديدة، وزيارات العديد من الجزر القريبة، بما في ذلك تلك التي تسمى الآن جزر شوتن قبل الوصول إلى تيرنات في سبتمبر 1616.
أنها انتهكت واحتكارها للتجارة لجزر التوابل. تم القبض على شوتين (ثم أُطلق سراحه فيما بعد) وصودرت سفينته في جاوة . عند عودته، كان يبحر مرة أخرى لشريكة الهند الشرقية الهولندية، وفي إحدى هذه الرحلات توفي قبالة ساحل مدغشقر في عام 1625.

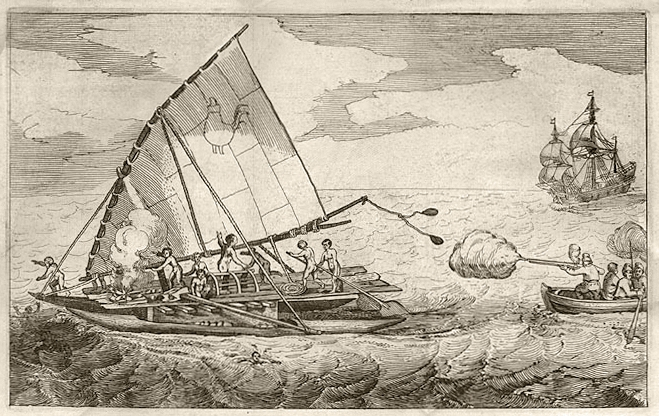
وجدت السفينة Eendraght طوفًا عام 1618.

استخدم أبل تاسمان لاحقًا مخططات شوتين أثناء استكشافه للساحل الشمالي لغينيا الجديدة، على الرغم من أنها فتحت مسارًا جديدًا، فإن شركة الهند الشرقية الهولندية تقدمة بشكوى لانتهاك واحتكارها التجاري لأرخبيل جزر الملوك. توقف شوتن عن الوقت وصادرت سفينته في جزيرة جاوة.
روى شوتن رحلاته في مذكرات سفره، التي نُشرت باللغة الهولندية في أمستردام عام 1618 وترجمت بسرعة إلى العديد من اللغات الأخرى.